# غرطر سوميكراستي
غرطر سوميكراستي (الاسم العلمي:Thamnophis sumichrasti) هو نوع من الزواحف يتبع جنس الغرطر من فصيلة الأحناش.